# Johann Hermann von Santen
Johann Hermann von Santen (Emden, 30 oktober 1819 - Krimpen aan de Lek, 19 april 1877) was een Nederlands reder.
Von Santen werd in het Duitse Emden geboren. Hij was in Nederland als reder actief en liet zich in 1850 naturaliseren. In 1859 stond Von Santen mede aan de wieg van de Lekdienst die aanvankelijk als J.H. von Santen & Co. bekendstond. Het was een vorm van partenrederij, waarbij de belangrijkste aandeelhouder als directeur en boekhouder optrad.
In 1870 was Von Santen tevens de oprichter van het vervoersbedrijf Reederij der Stoombargedienst tussen Utrecht-IJsselstein en Vreeswijk. Daarnaast had hij belangen in de grote vaart: bij zijn overlijden in 1877 bezat hij twee houten driemasters.